# Monoplex intermedius
Monoplex intermedius is een slakkensoort uit de familie van de Ranellidae. De wetenschappelijke naam van de soort is voor het eerst geldig gepubliceerd in 1869 door Pease.